# Daszówka (Piotrków Trybunalski)
Daszówka – dawna wieś, od 1977 w granicach miasta Piotrków Trybunalski. Leży w północnej części miasta, wzdłuż ulicy Nowowiejskiej.
Poza Piotrkowem pozostała szczątkowa część wsi (głownie pola uprawne), która nadal nosi nazwę Daszówka.

## Historia
Daszówka to dawniej samodzielna miejscowość (kolonia), od 1867 w gminie Szydłów w powiecie piotrkowskim w guberni piotrkowskiej. Od 1919 w woj. łódzkim. Tam 19 października 1933 utworzono gromadę o nazwie Daszówka  w gminie Szydłów, składającej się z kolonii Byki, kolonii Daszówka i kolonii Dymacz.
Podczas II wojny światowej miejscowość włączono do Generalnego Gubernatorstwa (dystrykt radomski, powiat Petrikau), nadal w gminie Szydłów. W 1943 roku liczba mieszkańców wynosiła 351.
Po wojnie ponownie w województwie łódzkim i powiecie piotrkowskim, jako jedna z 29 gromad gminy Szydłów. W związku z reorganizacją administracji wiejskiej jesienią 1954, Daszówka weszła w skład nowej gromady Jarosty.
Od 1 stycznia 1973 w nowo utworzonej gminie Piotrków Trybunalski w powiecie piotrkowskim. W latach 1975–1977 miejscowość należała administracyjnie do województwa piotrkowskiego.
1 lutego 1977 gminę Piotrków Trybunalski zniesiono, a większą część Daszówki (zabudowaną, właściwą część wsi) włączono do Piotrkowa Trybunalskiego. Poza Piotrkowem pozostała, szczątkowa część wsi (głównie pola uprawne), którą włączono do gminy Moszczenica.